# Präsidentschaftswahl im Iran im Oktober 1981
Die iranischen Präsidentschaftswahlen im Oktober 1981 fanden am 2. Oktober 1981 statt.
Die Wahlen wurden notwendig, da der am 24. Juli 1981 gewählte Staatspräsident (siehe: Präsidentschaftswahl im Iran im Juli 1981) Mohammad Ali Radschāʾi am 30. August desselben Jahres einem Bombenattentat im Amtssitz des Ministerpräsidenten Mohammed Dschawad Bahonar zum Opfer fiel. Die Wahlen gewann der von Ajatollah Ruhollah Chomeini favorisierte Hodschatoleslam Ali Chamene’i überdeutlich. Chamene'i wurde 1989 Chomeinis Nachfolger und ist seitdem Oberster Führer. Die Wahlbeteiligung lag bei 74,26 %.

## Ergebnis
|                      | Stimmen    | Prozent |
| -------------------- | ---------- | ------- |
| Seyyed Ali Chamene’i | 16.008.579 | 95,05 % |
| Ali Akbar Parvaresh  | 341.874    | 2,02 %  |
| Hassan Ghafourifard  | 80.545     | 0,47 %  |
| Reza Zavareshi       | 59.058     | 0,36 %  |
| Ungültige Stimmen    | 356.411    |         |
| Gesamt               | 16.847.717 | 100 %   |